# 妮约莱·萨杜奈特
妮约莱·萨杜奈特（立陶宛語： 1938年7月22日—2024年3月31日）是苏联统治时期立陶宛天主教会的修女、持不同政见者，参与编纂地下書報《立陶宛天主教会記事》，1975年为此被判处三年徒刑，被先后关押于摩尔达维亚苏维埃社会主义共和国和克拉斯诺亚尔斯克边疆区博古恰内区，期间遭受酷刑。后加入立陶宛赫爾辛基小組。1987年她再次被逮捕並受酷刑。著有《古拉格的光輝》一書。
2018年1月，萨杜奈特修女獲立陶宛議會頒發立陶宛自由獎（為2017年獲獎者）。